# Hexabranchus sanguineus
La Bailarina Española, cuyo nombre científico es Hexabranchus sanguineus, que significa literalmente «seis branquias de color sangre», es un nudibranquio dórido, una babosa de mar de gran tamaño y colorido, un molusco gasterópodo marino de la familia Hexabranchidae.

## Descripción
Esta especie de gran tamaño, de gran capacidad de natación es uno de los más grandes de todos los nudibranquios: se ha reportado especímenes de más de 40 cm de longitud.
El nombre de la especie, sanguineus, se refiere a su color rojo brillante, pero existe una variante amarilla también.
Este nudibranquio tiene dos modos muy diferentes de locomoción: el rastreo y la natación. Cuando se arrastra, los bordes anchos del manto (los parapodios) se acumulan cerca del cuerpo. Cuando el animal nada sin embargo, despliega los parapodios rojos, y se gira a través del agua con un movimiento espectacular ondulado, impulsándose.
El animal recibió el nombre común de «bailarina española» porque el movimiento de la natación giratorio y el color rojo del manto son una reminiscencia de los movimientos de la falda de una bailaora de flamenco.

## Distribución
Esta especie se encuentra en toda la zona tropical del océano Índico, Pacífico y el Mar Rojo, también hay ejemplares en el Mar Mediterráneo.

## Galería

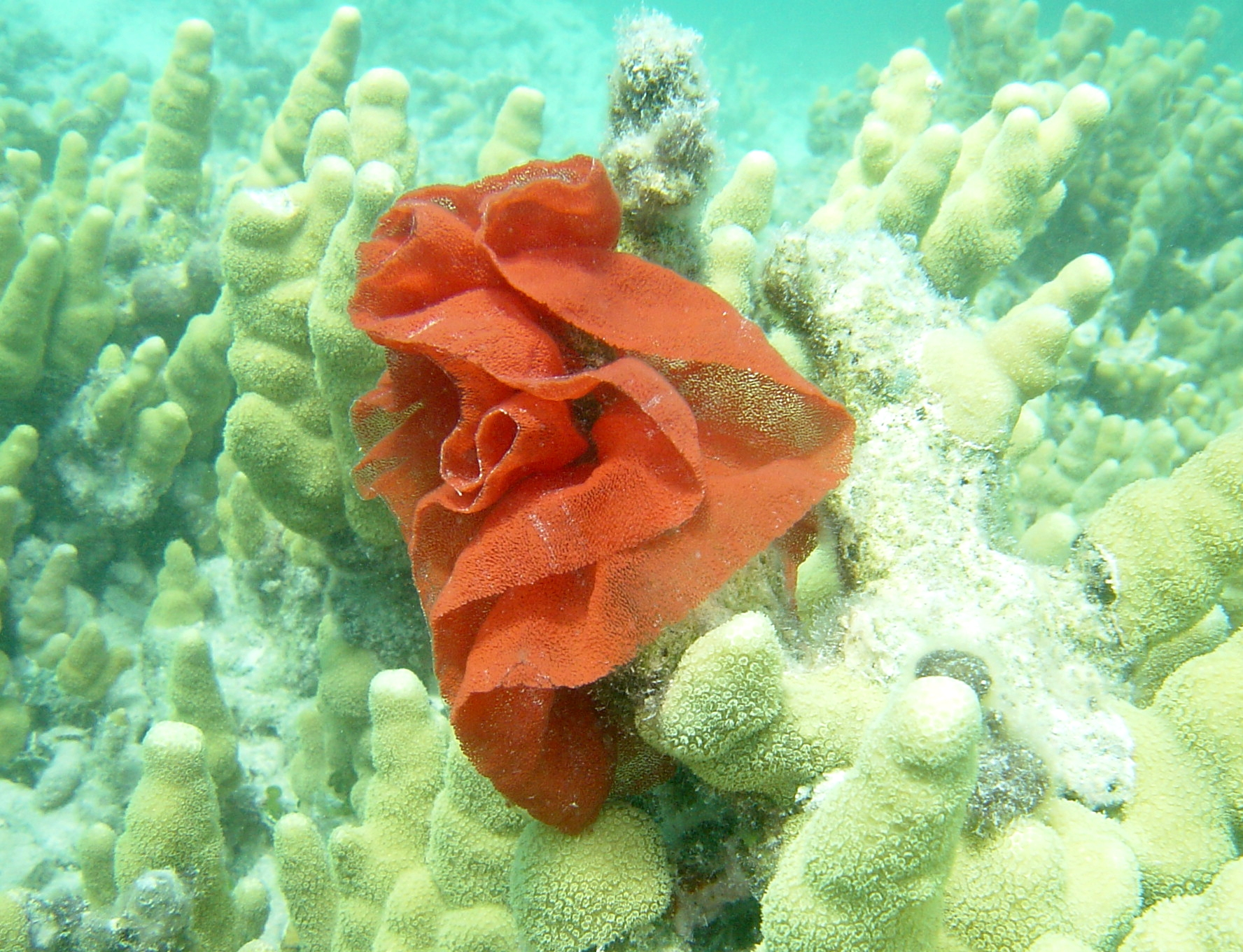
Puesta de huevos de Hexabranchus sanguineus en el noroeste de las islas Hawái.
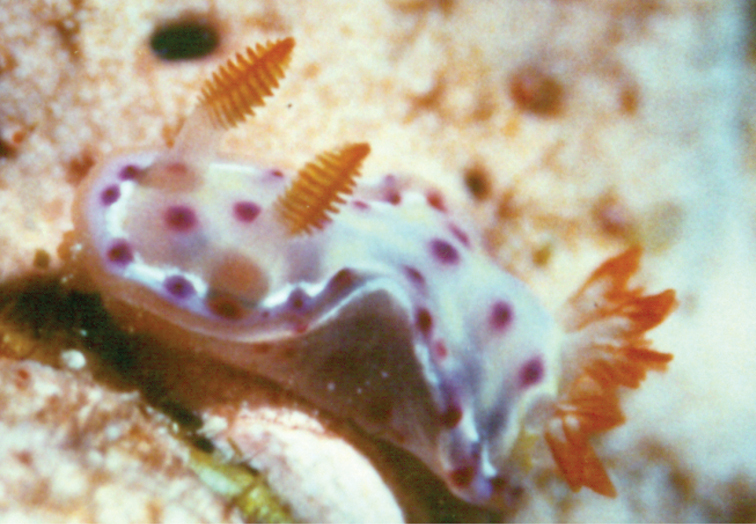
H. sanguineus juvenil
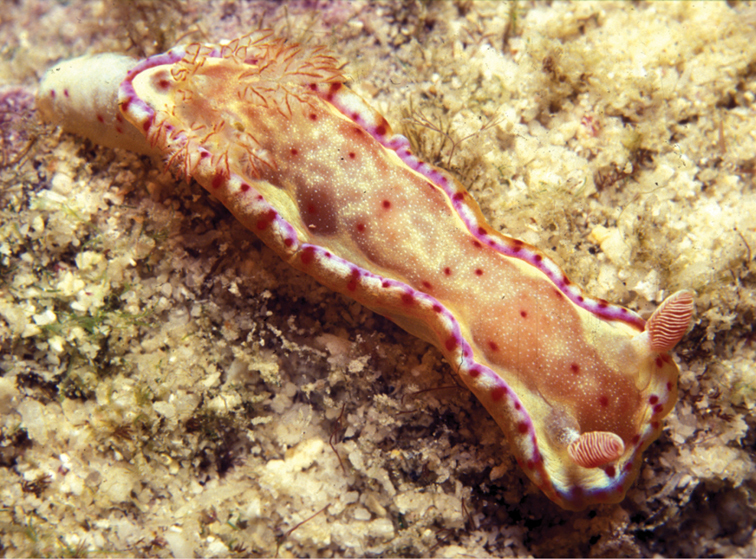
H. sanguineus sub-adulto
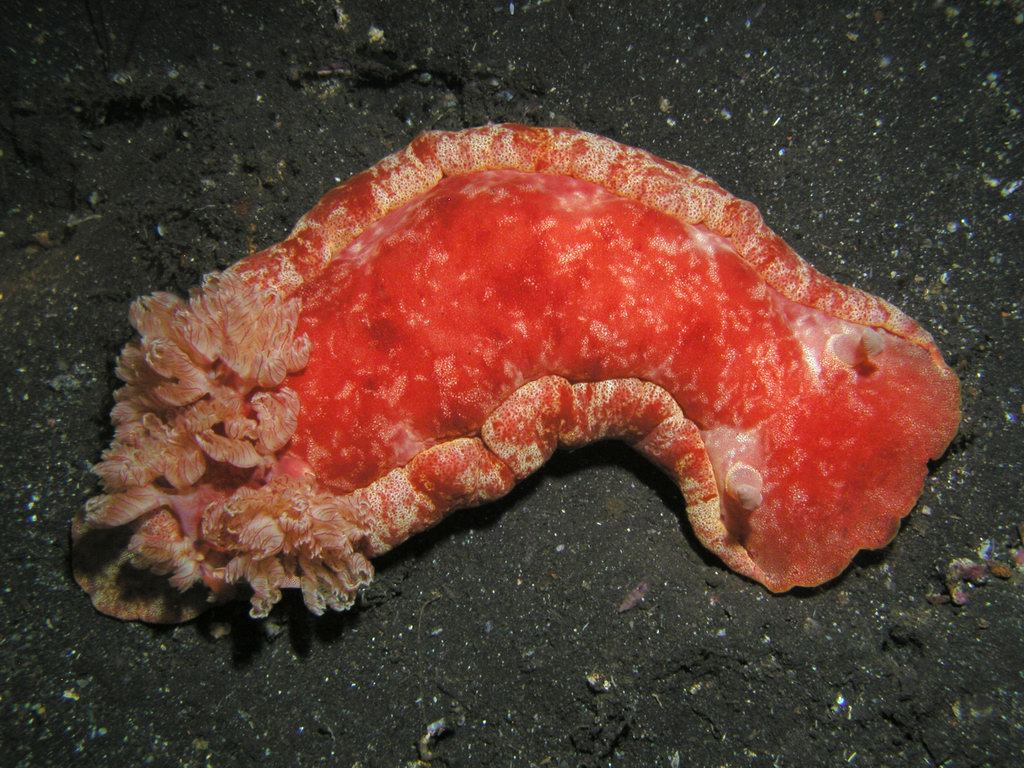
Ejemplar adulto de H. sanguineus reptando
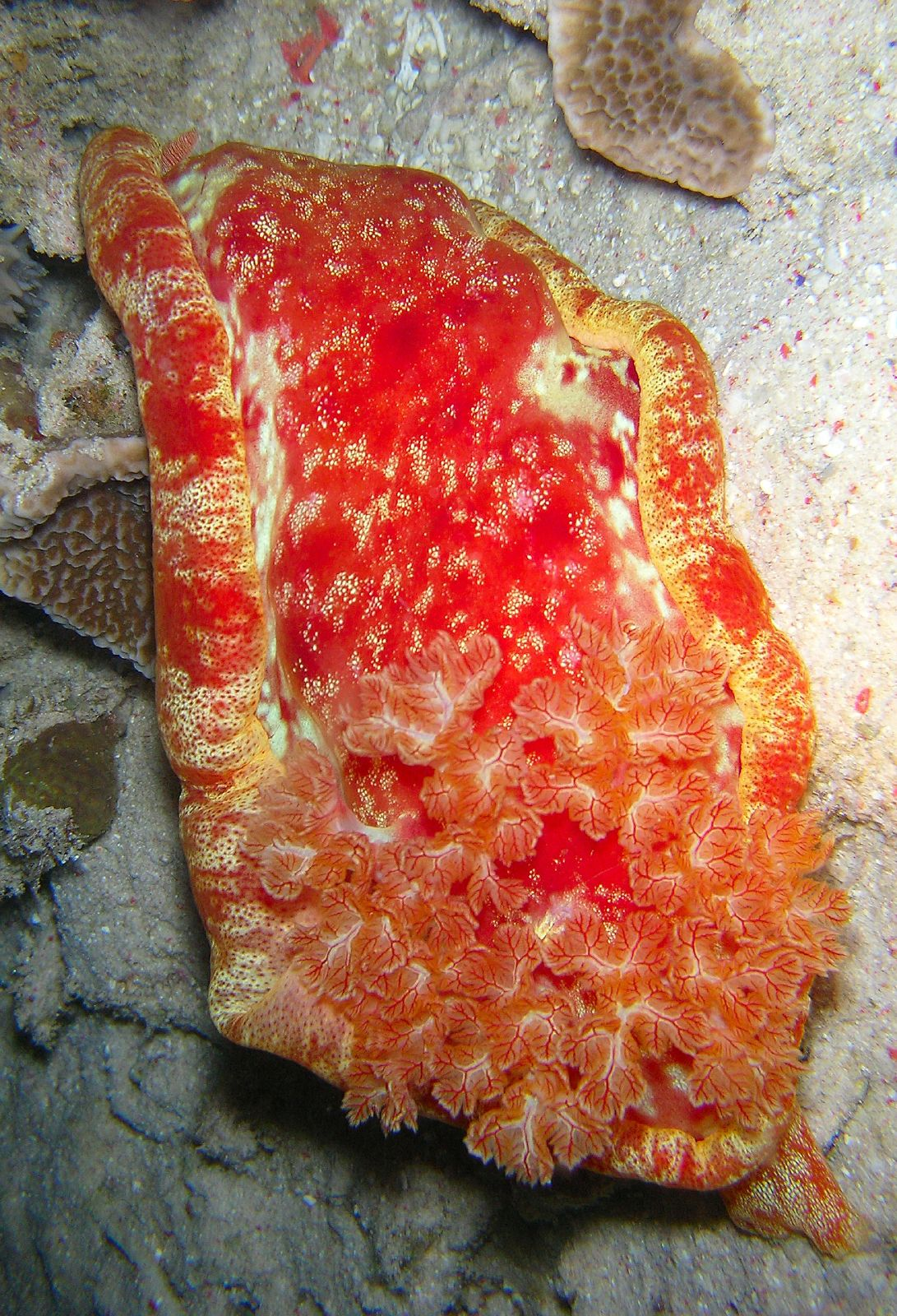
Bailarina española, vista posterior, mostrando sus branquias dorsales.
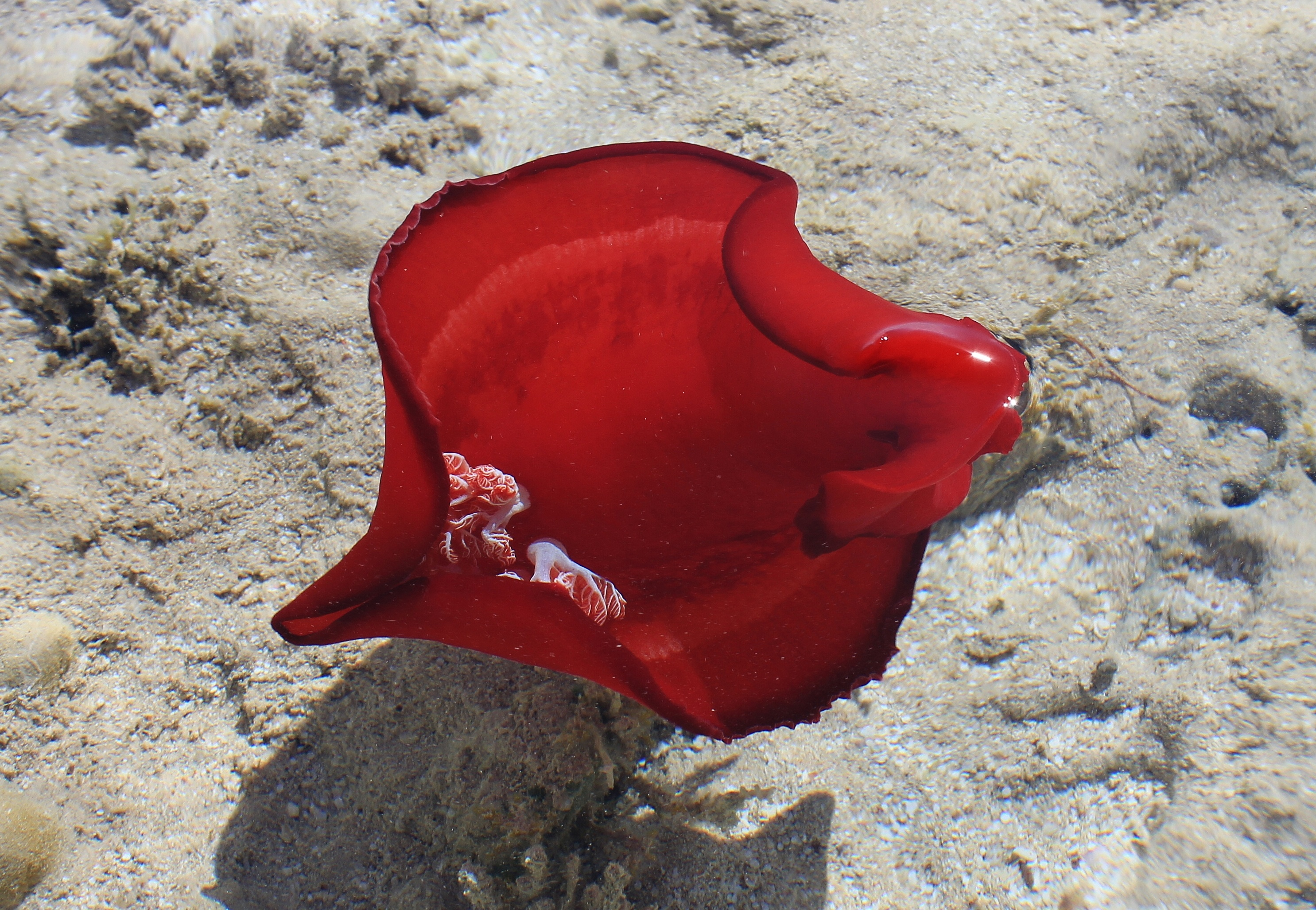
Ejemplar adulto nadando
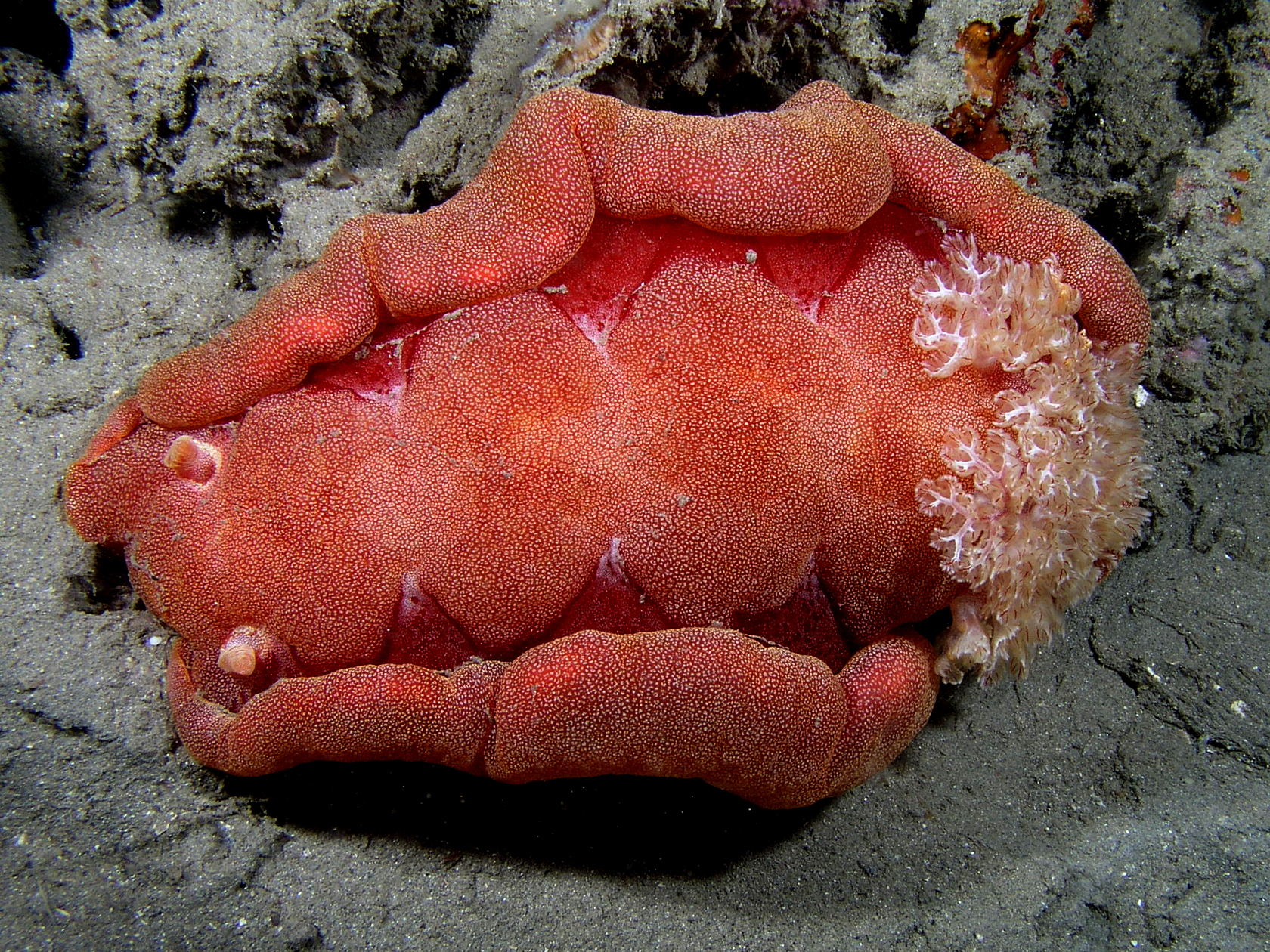
Encontrada por la noche en la costa norte de Timor del Este